# 安城市立桜町小学校
安城市立桜町小学校（あんじょうしりつ さくらまちしょうがっこう）は、愛知県安城市桜町にある公立小学校。

## 概要
- 桜町、御幸本町、花ノ木町、安城町（西広畔の一部、広美の一部）、小堤町の一部８番、百石町1・2丁目、横山町（大山田中の一部、狐穴、毛賀知の一部、下毛賀知の一部、管池、寺下の一部、寺田、浜畔上）が校区であり、公立中学校に進学する場合は安城市立安城南中学校に進学する[1]。
- 校地は旧・愛知県立安城高等女学校跡地である。新美南吉が昭和13年4月から昭和18年2月まで安城高等女学校の教師をしていたことから、新美南吉ゆかりの地として、新美南吉についての学習が行われている。
- 阪神タイガースのプロ野球選手片山雄哉の母校である。

## 沿革
- 1980年（昭和55年）4月 - 安城市立錦町小学校から分離し、安城市立桜町小学校として開校。校舎校地は移転した愛知県立安城高等学校の校舎校地を転用する。
- 1981年（昭和56年） - プールが完成する。
- 2002年（平成14年）4月 - 安城市立三河安城小学校を分離する。
- 2003年（平成15年） - 南舎を改築する。
- 2004年（平成16年） - 北舎を改修する。

## 交通アクセス
- JR東海道本線安城駅下車、徒歩約8分。

## 周辺施設
- 愛知県立安城農林高等学校
- 安城学園高等学校
- 安城市立安城南中学校
- 安城市立安城北中学校
- 安城市立三河安城小学校
- 安城市立錦町小学校
- 安城市立安城中部小学校
- 安城市役所
- アンフォーレ
- 衣浦東部広域連合安城消防署
- 安城公園
- 岡崎信用金庫安城支店
- 三菱UFJ銀行安城支店
- 東海道本線安城駅
- ららぽーと安城
- 倉敷紡績安城工場